# گربه‌های انفجاری

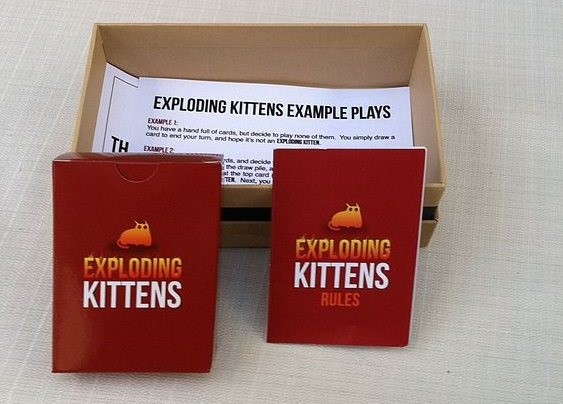
اولین نسخه‌ی آزمایشی گربه‌های انفجاری

گربه‌های انفجاری (به انگلیسی: Exploding Kittens) یک بازی کارتی است که توسط الان لی و متیو اینمن از سایت کمیک‌های The Oatmeal و شِین اسمال طراحی شده‌است. این بازی اولین بار در کیک‌استارتر برای جذب ۱۰ هزاردلار جذب سرمایهٔ جمعی ارائه شد و توانست در مدت ۸ دقیقه از این عدد عبور کند. یک هفته پس از آغاز فرایند جذب سرمایه، ۱۰۳ هزار نفر از این پروژه حمایت کردند و رکورد بیشترین حمایت در کیک‌استارتر شکسته شد. در پایان فرایند جذب سرمایه در ۳۰ بهمن‌ماه ۱۳۹۳ این بازی موفق به جذب ۸٬۷۸۲٬۵۷۱ دلار سرمایه از ۲۱۹٬۳۸۲ نفر شد. در پایان مهلت کمپین جذب سرمایهٔ بازی گربه‌های انفجاری، این پروژه در رده چهارم بیشترین میزان جذب سرمایه در کیک‌استارتر قرار گرفت. گربه‌های انفجاری به عنوان «یک بازی استراتژیک دربارهٔ گربه‌های و خرابکاری‌ها» توصیف شده‌است.

## قوانین بازی
تمامی کارت‌ها به جز کارت‌های خنثی‌کننده و گربه منفجره در مخزن کارت‌ها قرار می‌گیرند. مخزن کارت‌ها بُر زده می‌شود و هر بازیکن ۷ کارت از مخزن برمی‌دارد و یک کارت خنثی‌کننده نیز به دست خود اضافه می‌کند. سپس کارت‌های گربه منفجره به مخزن اضافه می‌شوند، تعداد کارت‌های گربه منفجره باید یکی کمتر از تعداد بازیکنان باشد. همچنین کارت‌های خنثی‌کننده باقیمانده نیز به مخزن کارت‌ها اضافه می‌شوند و مخزن کارت‌ها دوباره بُر زده می‌شود. مخزن کارت‌ها به پشت روی میز بازی قرار می‌گیرد. نوبت بازی به صورت ساعت‌گرد تعیین می‌شود و بازی آغاز می‌شود.
بازیکنان می‌توانند در نوبت خود هر تعدادی که می‌خواهند (حتی صفر کارت) از کارت‌های دستِ خود، بازی کنند. سپس برای اتمام نوبت بازی از مخزن کارت‌های روی میز، کارت بردارند.
بازیکنان نباید کارت‌هایی که در دستِ خود دارند را به بقیه نشان دهند. کارت‌هایی که بازی می‌شوند به در دستهٔ دیگری به عنوان کارت‌های سوخته و در کنار مخزن کارت‌ها قرار می‌گیرند.

## کمپین کیک‌استارتر
گربه‌های انفجاری موفق به جذب بیشترین تعداد حامی برای جذب سرمایه در کیک‌استارتر شده‌است. در اولین روز از کمپین جذب سرمایهٔ گربه‌های انفجاری حدود ۳۵ هزار نفر از این پروژه حمایت کردند و مبلغ ۱٬۳۳۳٬۵۸۶ دلار جمع‌آوری شد. در روز چهارم کمپین بیش از ۹۱ هزارنفر از این پروژه حمایت کردند و میزان سرمایهٔ جذب شده از ۳٫۵ میلیون دلار نیز بیشتر شد. سازندگان بازی گربه‌های انفجاری در ابتدا فقط به دنبال جذب ۱۰ هزار دلار بودند، با این حال در پایان کمپین جذب سرمایه، ۸٫۷ میلیون دلار توسط ۲۱۹٬۳۸۲ حامی روی این پروژه سرمایه‌گذاری انجام شد.

## لینک‌های مرتبط
- وبگاه رسمی
- گربه‌های انفجاری در کیک استارتر